# Xfire

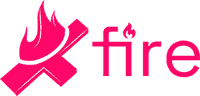

Xfire는 게이머를 대상으로 한 프리웨어 인스턴트 메시지 서비스이다. 게임 서버 브라우저로서의 기능 등 다양한 기능도 가진다. 얼티밋 아레나가 개발하였으며, 약 1360만 계정이 등록되어 있다.